# Јаков Свердлов
Јаков Свердлов (рус. Я́ков Миха́йлович Свердло́в; Нижњи Новгород, 22. мај 1885 — Москва, 16. март 1919) је био комунистички револуционар јеврејског порекла и један од руководилаца Октобарске револуције заједно са Троцким, Молотовим, Дзержинским, Стаљином и Лењином.

## Младост
Јаков је рођен у јеврејској породици са шесторо деце у Нижњем Новгороду. Отац Михаил Израилевич Свердлов (умро 1921) се бавио гравирањем, а мати Јелизавета Соломоновна била је домаћица (умрла 1900). Руској социјалној демократској радничкој партији се придружује 1902. године. Био је чврста подршка Владимиру Лењину и учесник (неуспеле) револуције 1905. Наредне године (1906) је ухапшен и до 1917. године био је у егзилу у сибирском граду Туруханску, заједно са Стаљином.

## Смрт
Смрт Јакова Свердлова је тајанствена. Постоје различите верзије. По једној, Јаков је умро од шпанског грипа, који је избио након Првог светског рата и усмртио много људи широм Европе. По другој верзији, Јакова је убио неки радник приликом његове посјете у фабрици Морозов у Москви 16. марта 1919. године. Присталице те теорије виде завјеру у врху бољшевика где се водио бој за власт. Слична жртва је постао Лав Троцки и наводно Михаил Фрунзе.
По Јакову Свердлову био је назван и Свердловск, данашњи Јекатеринбург.